# Orazio Napoli
Orazio Napoli (Mazara del Vallo, 1901 – Milano, 1970) è stato un poeta e romanziere italiano, vincitore di uno dei premi San Babila minori con la poesia Il Carrubo nel 1948.

## Vita
Si trasferì a Milano nel 1925, e lì operò come correttore di bozze presso la casa editrice Arnoldo Mondadori Editore.
Fu in relazione di amicizia e di collaborazione con Salvatore Quasimodo, Cesare Zavattini, Umberto Saba, Raffaele Carrieri, Leonida Rèpaci, Vincenzo Cardarelli, Enrico Pea. Negli anni trenta, fece parte del gruppo dei cappotti lisi, insieme ai letterati Leonardo Sinisgalli, Sergio Solmi, Alfonso Gatto, Giuseppe Marotta, Arturo Tofanelli, Cesare Zavattini e Antonio Aniante, agli scultori Marino Marini, Francesco Messina e Luigi Broggini, ai pittori Domenico Cantatore e Fiorenzo Tomea.
Scrisse anche per molte riviste letterarie, tra le quali Campo di Marte, Corrente e L'Italia Letteraria. Il 18 febbraio 1948 ricevette il Premio San Babila minore (il maggiore quell'anno fu di Giuseppe Ungaretti) per gli inediti, con la poesia Il Carrubo.
Nell'ultimo periodo della sua vita lavorò ad un romanzo, rimasto inedito, ambientato nel mondo della tossicodipendenza.

## Opere

### Poesia
- Il cadavere innamorato, Milano, Istituto editoriale nazionale, 1929.
- Poesie. Con un saggio sulla poetica di Jacopone da Todi, Milano, Edizioni Primi Piani, 1940.
- Notte, legame, mare, Milano, Mondadori, 1956. (collana «Lo Specchio»)
- Occhi a terra, Venezia, Editrice Lombardo-Veneta, 1964.
- Smarrimenti, Milano, Libreria Cavour, 1968.
- Le ambizioni moderate, con pitture di Candida Bissoni, Milano, Edizioni del Naviglio, 1969.
- Lorenzo Greco, Salvatore Mugno, Poesie scelte, Mazara del Vallo, Istituto Euro Arabo di Studi Superiori, 2005.

### Prosa
- Deserto a Melbourne, Milano, Istituto editoriale nazionale, 1935.
- 22 Letti, Milano, Ceschina, 1967.